# Asus Padfone
Asus Padfone (модельний номер A66)  — смартфон, що може використовуватись разом із спеціальним планшетом (англ. PadFone Station). Розроблений компанією ASUS та був представлений 20 квітня 2012 року у Тайвані. У продаж надійшов у червні 2012 року у США. Його наступник  — Asus Padfone 2.

## Відео
1. Офіційне відео ASUS PadFone (англ.)
2. ТехноПарк: ASUS PadPhone
3. Огляд ASUS PadFone на PhoneArena [Архівовано 30 вересня 2012 у Wayback Machine.] (англ.)